# Can Yücel
Can Yücel (21 août 1926 à İstanbul  - 12 août 1999 à Datça) est l'un des plus célèbres poètes turcs. Il est connu pour ses poèmes directs et sincères et pour son recours fréquent à une langue relâchée.

## Biographie
Can Yücel est né à Constantinople en 1926. Il est le fils de Hasan Ali Yücel, un ancien ministre de l'éducation, qui a marqué l'histoire de l'éducation en Turquie.
En 1943, avec son ami Gazi Yaşargil, il décroche une bourse d'études à l'étranger. Can Yücel étudie le latin et le grec ancien à l'université d'Ankara et à Cambridge. Il travaille ensuite comme traducteur auprès de plusieurs ambassades et à la BBC à Londres.
Il fait son service militaire en Corée. Après son retour en Turquie en 1958, Il travaille brièvement en tant que guide touristique à Bodrum et à Marmaris, puis s'installe à Istanbul où il exerce le métier de traducteur indépendant et où il commence à écrire des poèmes. En 1956, il épouse Güler Yücel. De ce mariage naîtront deux filles (Güzel et Su) et un fils (Hasan). Il passe ses dernières années dans la vieille ville de Datça, sur une péninsule du sud-ouest de la Turquie. Il publie ses articles et ses poèmes toutes les semaines dans la revue Leman et tous les mois dans Öküz. Il décède le 12 août 1999 à Izmir et est enterré à Datça. Sa tombe est encore de nos jours très visitée.

## Œuvre
Can Yücel fut célèbre pour l'utilisation de l'argot et d'un langage vulgaire dans ses poèmes. Les critiques s'accordent sur le fait que son succès résidait dans sa manière d'écrire simple et populaire.
C'est un poète engagé. Il a été condamné à 15 ans de prison pour avoir traduit les discours de Che Guevara et de Mao Zedong en 1971. Il est libéré par une amnistie générale en 1974. Le président turc Süleyman Demirel l'a attaqué en justice pour insulte à magistrat. 
Les sources d'inspiration majeures de Yücel dans ses poèmes sont la nature, les hommes, les épreuves, les concepts, les émotions, les sensations et les sentiments.
Sa famille avait la plus grande importance pour lui et il dédia beaucoup de poèmes aux personnes qu'il aimait comme
"Küçük Kızım Su'ya" (à ma petite fille Su), "Güzel'e" (à la belle) et "Hayatta Ben En çok Babamı Sevdim" (J'ai aimé mon père plus que tout dans la vie).
Œuvres poétiques principales :
- 1990 : Kuzgunun Yavrusu
- 1990 : Kısa Devre
- 1988 : Çok Bir Çocuk
- 1986 : Canfeda
- 1974 : Bir Siyasinin Şiirleri
- 1973 : Sevgi Duvarı
- 1950 : Şiir Kitapları : Yazma

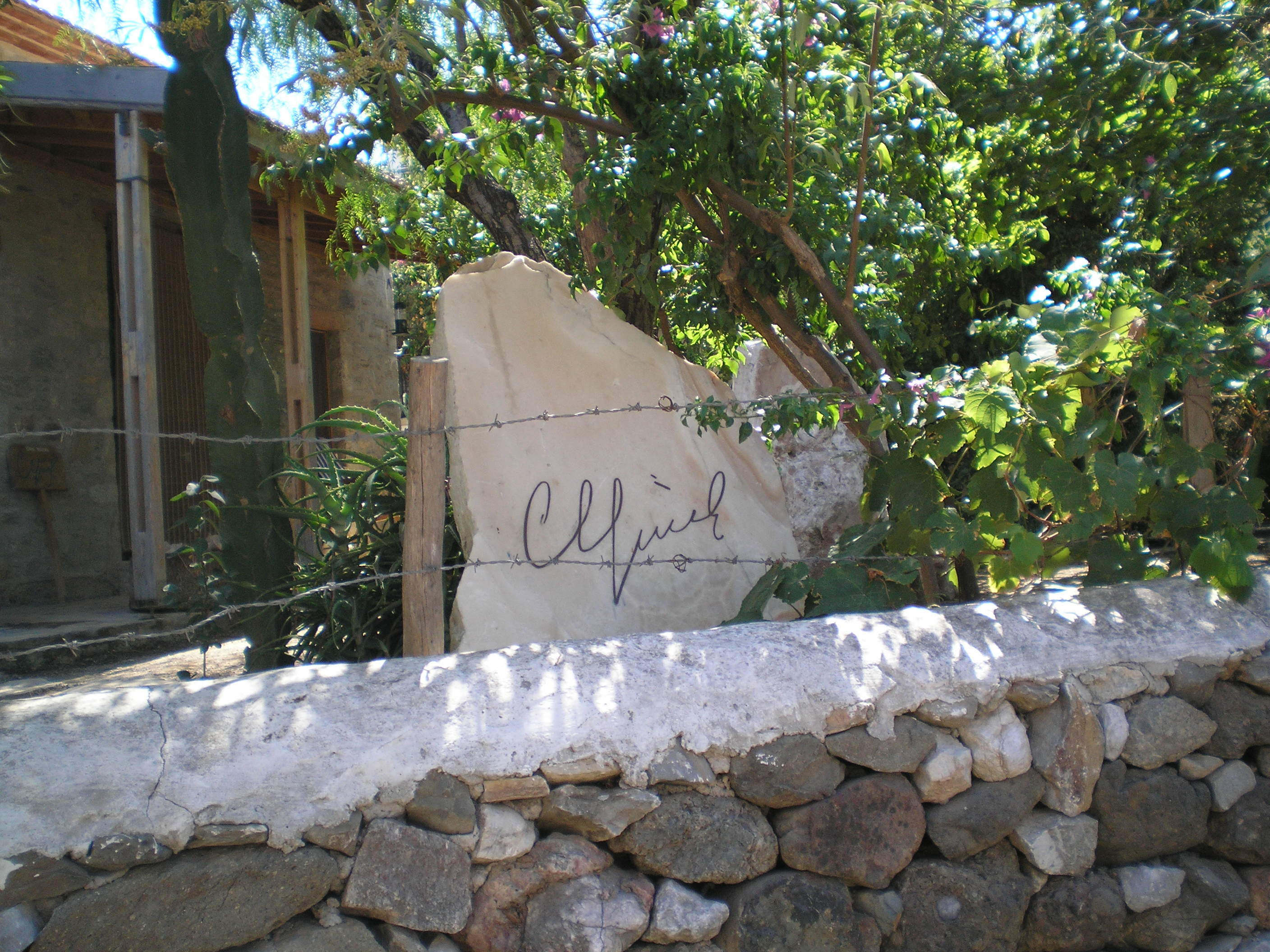
Pierre commémorative portant la signature de Can Yücel dans le jardin de sa maison à Datça

Can Yücel a aussi traduit en turc les œuvres de Lorca, Shakespeare et Brecht. Ses transpositions créatives de ces auteurs sont devenues des classiques à part entière en Turquie.